# Lekempti
Lekempti oder Nekemti ist ein Anbaugebiet von Kaffee im Hochland von Äthiopien in der ehemaligen Provinz Wollega. Der dort wachsende Kaffee ist wilder Kaffee und hat einen besonders fruchtigen Geschmack. Er wird vor allem in Mischungen benutzt und ist wegen seines großen Genpools wichtig für den Kaffee an sich.  
Koordinaten: 9° 5′ 0″ N, 36° 33′ 0″ O